# Skagen
Skagen je město na Severojutském ostrově, ležící 40 km od Frederikshavnu, s nímž je spojeno silnicí i železnicí. Je nejsevernějším sídlem v Dánsku a žije v něm přibližně 8 200 obyvatel.
Místo zmiňuje již Plinius starší jako Tastris, současný název je v podobě Skaffuen poprvé uveden v roce 1284. V roce 1413 udělil král Erik VII. Pomořanský městu právo pořádat trhy. Roku 1549 byla založena škola. V roce 1781 poklesla populace na 650 osob, pak díky dostatku pracovních příležitostí rostla až do roku 1980, kdy překročila čtrnáct tisíc obyvatel, od té doby se opět snižuje.
Město žije převážně z rybolovu a turistického ruchu, hlavními průmyslovými podniky jsou loděnice Karstensens, cementárna a závod na zpracování ryb FF Skagen. Loví se převážně sleď obecný, šprot obecný, platýs velký a treska bezvousá. Skagenský přístav, otevřený v roce 1907, je největším rybářským přístavem v Dánsku. Díky mírnému oceánskému podnebí a rozsáhlým písečným plážím se město stalo od 19. století populárním prázdninovým letoviskem pro vyšší vrstvy. V roce 1914 byla nedaleko Skagenu vybudována královská rezidence Klitgaarden, sloužící nyní dánským umělcům.
Původní kostel byl postaven ve 14. století a zasvěcen svatému Vavřinci. Přístup k němu komplikovaly postupující písečné duny, byl proto v roce 1795 opuštěn a zbořen až na věž, která je turistickou atrakcí pod názvem Den Tilsandede Kirke (Zavátý kostel). Nový chrám byl postaven podle plánů Christiana Frederika Hansena a vysvěcen v roce 1841. Dalšími památkami jsou Brøndums Hotel, dva majáky (starší Bílý a dosud funkční Šedý), vlastivědné muzeum, muzeum výtvarného umění a muzeum plyšových medvídků, které je jediné ve Skandinávii. Pro místní architekturu je typická kombinace žluté fasády a červené střešní krytiny. Populárním cílem výletů je mys Grenen, oddělující průlivy Skagerrak a Kattegat, kde je možno pozorovat mořské ptactvo, tuleně a velryby. Poučení o zdejší přírodě poskytuje expozice Skagen Odde Naturcenter podle návrhu Jørna Utzona. Malebná přímořská krajina přitahovala také výtvarníky, k proslulé škole skagenských malířů ovlivněných impresionismem patřili Peder Severin Krøyer, Viggo Johansen nebo Michael Ancher. Každoročně počátkem července se zde koná mezinárodní hudební festival, založený v roce 1971, tradiční atrakcí je také lednové setkání otužilců.
Podle města je pojmenována hodinářská firma Skagen Denmark, založená v USA dánskými přistěhovalci, která má v logu stylizovaný obraz poloostrova Skagen Odde.